# Проспект Миру (Маріуполь)
Проспект Миру — центральна автомагістраль Маріуполя, у Центральному районі. Напрямок — зі сходу на захід. Загальна довжина проспекту — 5 км. Проспект починається від площі Визволення, далі перетинається з вулицями: Земська, Торгова, Харлампіївська, Грецька, огинає Театральну площу з обох сторін і перетинається з вулицями Архипа Куїнджі, Архітектора Нільсена, проспектом Металургів, вулицею Казанцева, провулком Нахімова, вулицями Осипенко, Леваневського, бульваром Богдана Хмельницького, проспектом Будівельників, вулицями Зелінського, Громової, Купріна і закінчується біля перетину з вулицею Андрія Назаренка, переходячи у Бердянське шосе.

## Назви
До 1876 року вулиця в ужитку називалась Великою, а з вересня 1876 року — Катерининською. Після Жовтневого перевороту вулиця стала офіційно називатись проспектом Республіки, проте в ужитку слово Республіка опускалось.
За часів «хрущовського потепління» молодь дала свою неофіційну назву вулиці — Брод, скорочено від бродвей.
У 1960 році на честь 90-річчя з дня народження Леніна, проспект отримав його ім'я.

## Історія
Вулиця Велика, згодом — Катерининська, проспект Республіки, починалась від Харлампієвського собору, який відокремлював міський базар від головної вулиці. Її парадна частина закінчувалась біля скверу, далі знаходились обивательські подвір'я, винний склад, відомий сучасникам як лікеро-горілчаний завод, кінний двір, амбари і так до «вигону», до Сінної площі (до сучасного — проспекту Металургів).

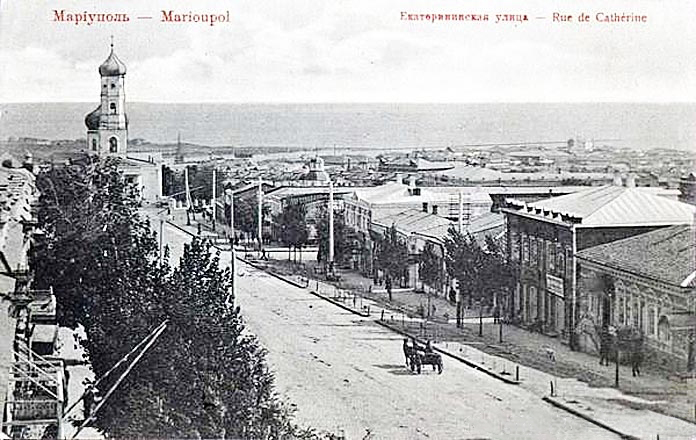
Катерининська вулиця
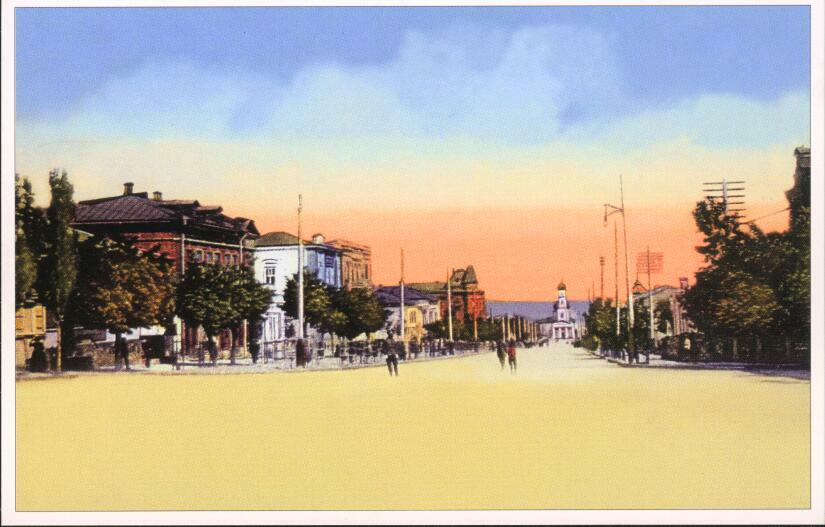
Дореволюційний краєвид вулиці
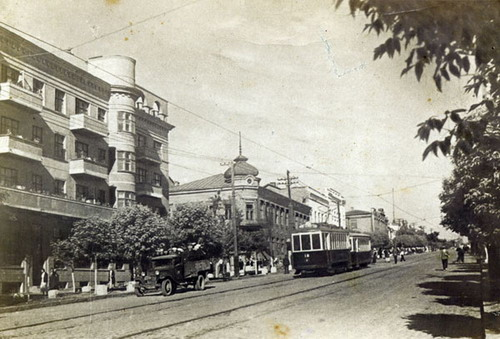
Проспект Республіки навпроти Палацу культури «Азовсталь» (1936)

З 1933  — до початку 1960-х років проспектом курсував трамвай.
У радянські часи, у передвоєнні роки планувалось розвивати проспект Республіки у західному напрямку, навіть встигли збудувати багатоповерхівку в стилі конструктивізму. У ній знаходилася крамниця «Дитячий світ» (нині — відділення Першого українського міжнародного банку. У перші повоєнні роки зруйновані будинки були відбудовані, а поруч із ними з'явились кілька нових. Лише в 1960—1970-ті роки проспект Миру стрімко почав розбудовуватись на захід.
У вересні 1943 року гітлерівці спалили всі, за малим винятком, будівлі проспекту Республіки. Проте відновлення будинків зі стінами, які досить добре збереглись, йшло дуже швидко. На це знадобилось небагато часу і до початку 1950-х вони отримали майже довоєнний зовнішній вигляд.
З початку 1950-х років почалось будівництво великих багатоповерхівок в стилі «сталінського ампіру» на місці руїн і одноповерхових будинків. Це будинки № 13 (поруч з редакцією газети «Приазовський робочий», № 10/20 та № 24).

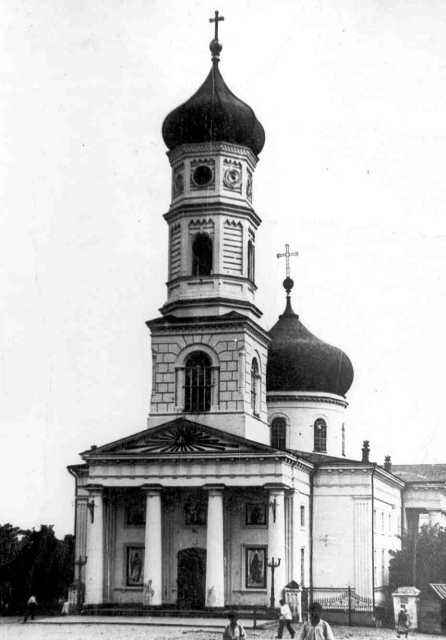
Харлампієвський собор
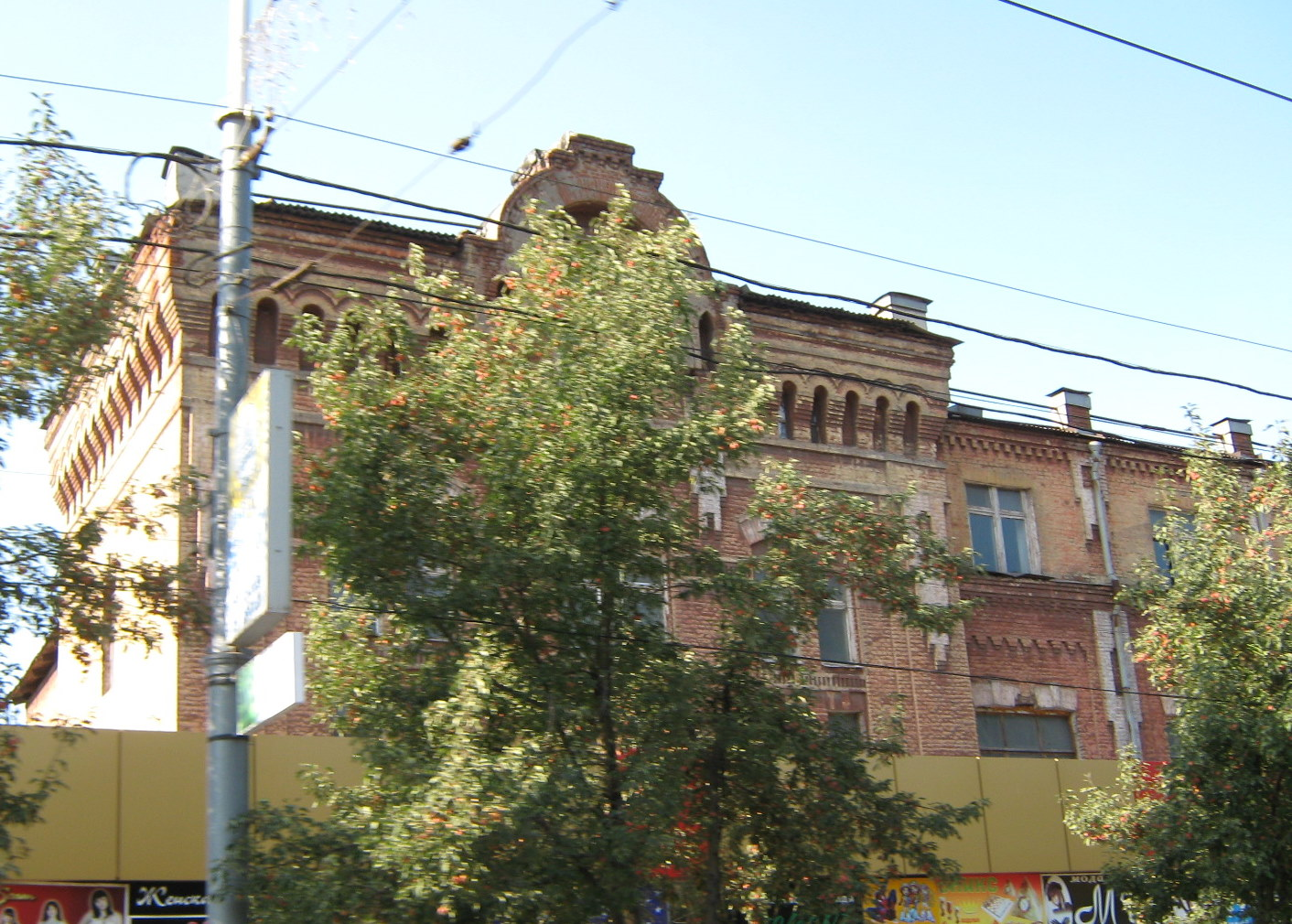
Лікеро-горілчаний завод
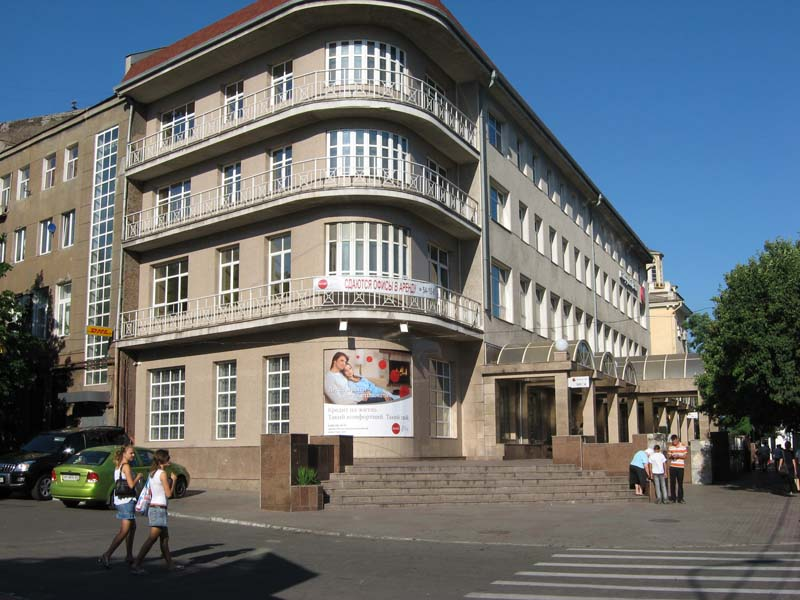
Банк ПУБМ
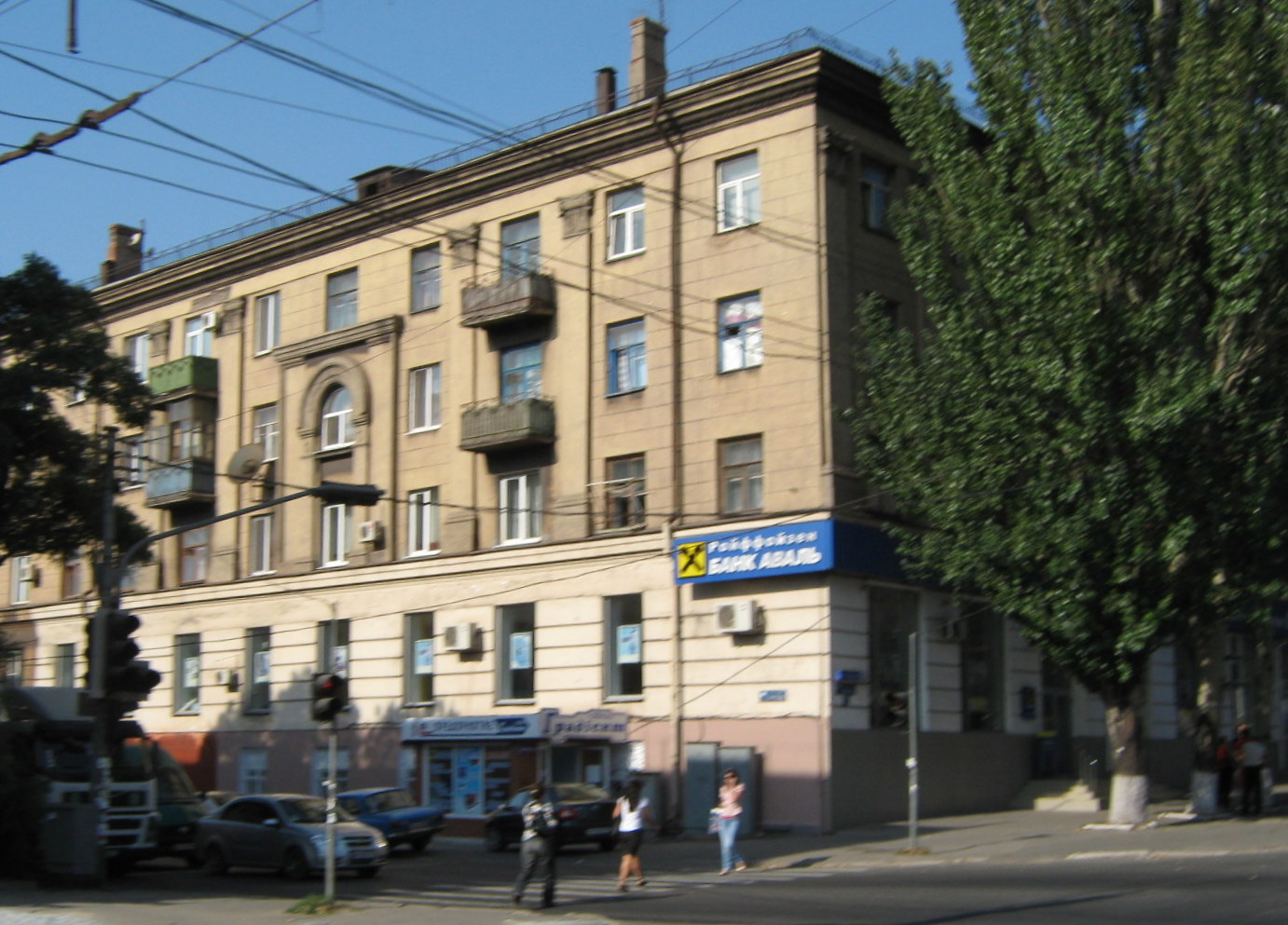
Проспект Миру, 10/20

Будинок з годинником (проспект Миру, 75-Б) побудований у 1950-ті роки ХХ століття на перетині проспектів Миру та Металургів був примітний своєю годинниковою вежею та знайомий кожному маріупольцю. На верхніх поверхах годинникової вежі знаходилась художня майстерня, де працювали Віктор Арнаутов, Лель Кузьмінков, Григорій Пришедько, Валентин Константинов. У 2021 році було завершено ремонт фасаду будинку та встановлено новий триметровий годинник з власним дзвоном. Під час тимчасової окупації міста російськими загарбниками у березні 2022 року, будинок було зруйновано та під виглядом реконструкції знищено остаточно.

## Історичні будівлі

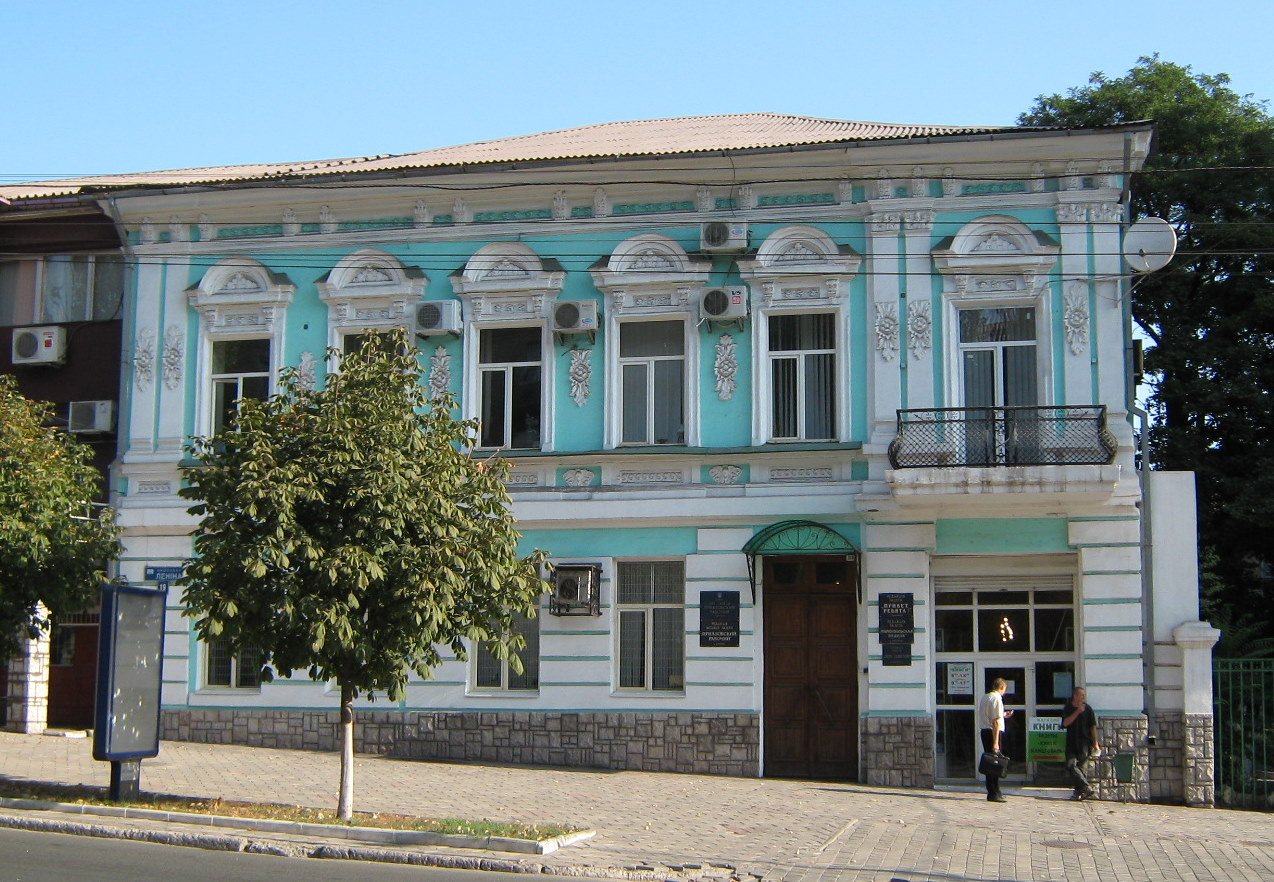
Редакція газети «Приазовский рабочий»

Починаючи з місця, де раніше був Харлампієвський собор, на непарній стороні вулиці знаходиться двоповерхова будівля, відома присутністю в ній диспетчерської міського транспорту. До Жовтневого перевороту в ньому знаходились номери готелю «Росія». Далі, за музичним училищем і конторою одного із управлінь будівельної організації, знаходиться будівля, яку в народі називають «трест». Назва пішла з тих часів, коли трест «Азовстальбуд» вибудував для себе управління, використавши залишки стін колишньої Крамниця і складу братів Абадашевих. Зараз тут розміщується консульство Греції, офіси різних фірм.
Ще один будинок із давніх — редакція газети «Приазовский рабочий». На стальній фігурній огорожі балкону викарбувані цифри року побудови — 1902. Це рік будівлі особняка. Раніше на його першому поверсі розміщувався тютюновий магазин, поверхня внутрішніх стін і прилавків якого була прикрашена під хохлому. Відразу після німецько-радянської війни тут розмістилася книжкова крамниця, потім замість книг і канцелярських товарів почали торгувати наочними посібниками. Редакція газети оселилася в будинок ро проспекту Республіки 19 квітня 1951 року. До цього там були класи Маріупольського педагогічного училища.

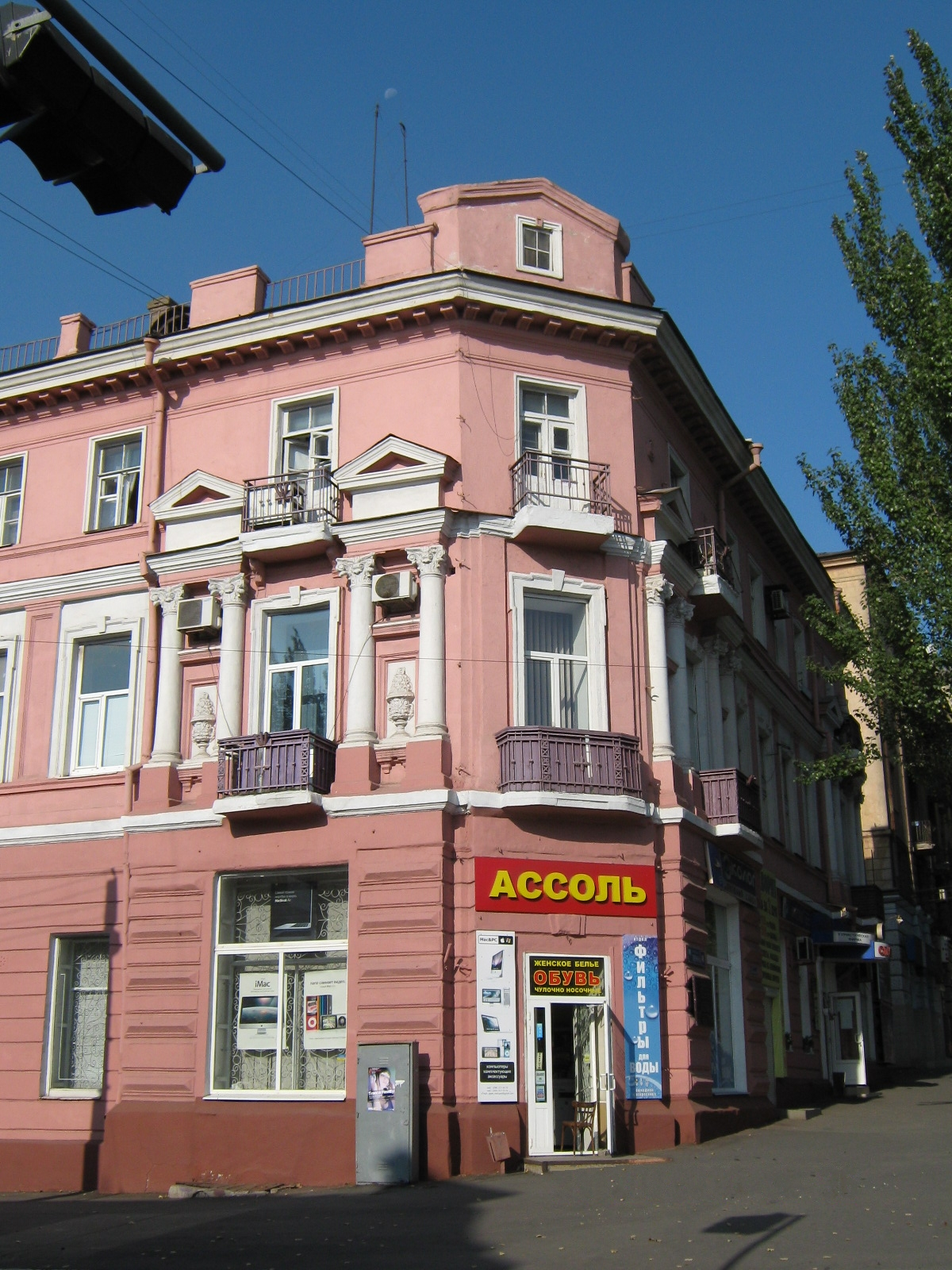
Будинок Юр'єва

На перехресті сучасного проспекту Миру і вулиці Грецької, ще до того часу, як кримські греки з'явились в Приазов'ї, за розпорядженням азовського губернатора Василя Черткова був закладений фундамент і вибудовані стіни Церкви святої Марії Магдалини, яка мала стати головним храмом міста. Прибувши до Маріуполя, митрополит Ігнатій чомусь вирішив її не добудовувати, а головний міський храм в ім'я святого Харлампія розташувати ближче до річки. Тоді мешканці нового міста — прапорщик Горлинський, Пилипенко, Велегура, Головко, Дейнека добились, щоб недобудовану церкву передали малоросійській нації, людям що мешкали в той час як в самому місті, так і в розташованих на березі Азовського моря зимівниках і на рибацьких хуторах. Церкву побудували, а 4 червня 1791 року вона була відкрита для богослужінь. Службу правили в ній рівно сто років, поки у 1891 році не опечатали через поганий стан.
У квітні 1891 року, на подорожуючого Японією спадкоємця російського престолу, майбутнього імператора Миколу ІІ, був здійснений замах, проте як було повідомлено народу, відбулося диво: великий князь залишився в живих. На честь цієї події Маріупольська міська дума вирішила спорудити каплицю на місці геть ветхої Марії-Магдалинівської церкви. Церкву розібрали, спорудили каплицю, а 5 травня 1895 року при великій кількості народу освятили. Каплиця простояла до 1933 року, доки її не знесли, оскільки вона заважала прокладці трамвайного шляху.
З чотирьох, лише два вугли перехрестя більш-менш зберегли дореволюційний вигляд. На місці будівлі Укрсоцбанку і розташованій по діагоналі з нею. На цьому вуглі знаходився будинок з взуттєвим магазином на першому поверсі. Його третій поверх прибудований після війни. Колись будинок належав адвокату Юр'єву. В ньому в різні часи знаходились: редакція однієї з перших газет «Маріупольський довідковий листок», що видавалась в Маріуполі, один з перших кінотеатрів. Тут збирались перші піонерські загони. В цьому будинку розміщувалося ДПУ, яке пізніше перейменували в НКВС. Восени 1941 року німецько-фашистські окупанти зайняли Маріуполь, а в колишній будинок Юр'єва вселилось гестапо.

## Пам'ятники
| Назва                                                     | Розташування                                  | Зображення |
| --------------------------------------------------------- | --------------------------------------------- | ---------- |
| Тарасові Шевченку                                         | Перед Театральним сквером по парній стороні   |            |
| Жертвам Голодомору 1932—1933 років та політичних репресій | на розі просп. Миру та вул. Університетська   |            |
| Володимиру Короленко                                      | Перед Театральним сквером по непарній стороні |            |
| Архіпу Куїнджі                                            | Біля перетину з проспектом Металургів         |            |
| Володимиру Висоцькому                                     | Біля Будинку зв'язку                          |            |
| Жертвам Чорнобильської катастрофи                         | На розі з бульваром Богдана Хмельницького     |            |
| Воїнам 9-ї авіаційної дивізії                             | Парк 50-річчя Перемоги                        |            |

## Меморіальні дошки

Меморіальна лошка першим піонерам

Меморіальна дошка Івану Голубєву

Всі меморіальні дошки встановлені в старій частині проспекту.
- По непарній стороні:
  - на розі проспекту Миру і вулиці Харлампіївської — на будівлі колишнього готелю «Континенталь» де:
    - 12 січня 1918 (30 грудня 1917 року) відбулась остання битва з контрреволюційними силами за встановлення радянської влади в місті Маріуполі;
    - у 1920 році розміщувався штаб начальника морських сил Чорного та Азовського морів;

  - буд. 9/22 — Герою Соціалістичної Праці Івану Голубєву, на будинку де він працював з 1962 по 1985 роки;

- - буд. 35 — румейському поету і письменнику Георгію Костоправу, на будинку де він працював у 1932—1937 роках;
  - на розі з вулицею Куїнджі — Дмитру Ульянову — брату Леніна, на будинку де він перебував у квітні 1920 року;
  - буд. 63/1 — радянському вченому-металургу, заслуженому діячу науки і техніки УРСР Івану Казанцеву, на будинку, де він жив у 1950—1966 роках.
- По парній стороні:
  - буд. 22 — Почесному громадянину Маріуполя Ігорю Каримову, на будинку де він жив;
  - буд. 34 (кінотеатр «Перемога») — заслуженому працівнику культури України Вілію Котенку, на будинку де у 1945 році він починав свою трудову діяльність;
  - Маріупольському грецькому театру;
  - буд. 40 — першому піонерському загону.